# Filmportal.de
Filmportal.de este o bancă de date accesibile prin internet despre filme germane, cu descriere amănunțită de realizare și tematica filmelor.